# Um Século Sem Ti
Um Século Sem Ti é o décimo-oitavo álbum de estúdio da dupla sertaneja Matogrosso & Mathias, lançado em 2006, ano em que a dupla completou 30 anos de carreira. Este álbum representa duas grandes mudanças: a primeira foi a saída de Anísio Carvalho (o primeiro Mathias), que foi substituído por Isaac Jr., sobrinho de Matogrosso. Outra mudança é o estilo do álbum, por conter um repertório inédito, músicas bem modernas, algumas passando pelos ritmos da musica pop e country, incluindo duas regravações: a faixa-título, regravação da música "Un Siglo Sin Ti", do cantor Chayanne, e a faixa "Eu Me Perdi", regravação de "I Miss You", cantada por Haddaway. A formação da dupla não durou muito tempo, pois Isaac sairia em 2007.

## Estrutura do álbum
A primeira faixa de trabalho é "Um Século Sem Ti", versão de A. Zaccarias e Matogrosso para "Un Siglo Sin Ti", do venezuelano Franco de Vita. É uma canção forte, que já foi sucesso nas rádios de todo o Brasil. "Chorei Por Ela" (A. Zaccarias/Ronaldo Torres) tem uma levada pop dançante com um bem colocado acordeon no arranjo. A balada "Só Quem Ama Entende" (Nildomar Dantas/Nazildo) tem tudo para pegar também nas rádios pop. É uma das mais simples e tocantes canções românticas dos últimos tempos, com um órgão Hammond B3 pontuando o arranjo. Mais uma vez, o contraponto vocal de Matogrosso e Mathias faz a diferença. "Eu Me Perdi" é uma versão de Matogrosso e A. Zaccarias para "I Miss You" (Halligan/Torello/Lieberman), hit gravado pelo cantor de rhythm & blues Haddaway em 1993. 
"Aos Trancos e Barrancos" (Edinho da Mata/Matogrosao) é uma regravação da versão cantado pela dupla João Paulo & Daniel, "Vazio da Solidão" (Matogrosso/José Barreto) é outra canção com letra forte e que tem totais condições de acontecer. Aliás, já foi sucesso nos shows de Matogrosso e Mathias. Os intérpretes não se esqueceram das raízes do sertanejo romântico, trazendo a guarânia "Coisa Mandada" (José Teixeira/Matogrosso), que tem a saudade como tema. "Seu Corpo Em Meu Corpo" (Ronaldo Torres/A. Zaccarias/Matogrosso) é uma canção com toques de country romântico, com refrão envolvente. "Vem Ficar Comigo" (Carlos Lemos/Edu Alves/Villanova) tem forte pegada pop.
A guarânia marca espaço novamente através de "Mulheres do Brasil" (Nildomar Dantas/Nazildo), uma elegia à beleza das brasileiras. O sambanejo também tem vez no novo disco de Matogrosso e Mathias com "Linha da Pipa" (Matogrosso/Theo José/Delvis Polezelli). "Caiu, Quebrou" (Ivan Medeiros/Evandro Valadão) é mais uma bela canção romântica com refrão bem construído. "O Vôo do Condor" (Paiva/Doralice Rodrigues) é uma balada abolerada na qual fica mais uma vez realçada a harmonia perfeita das vozes dos cantores. A balada country "Depois das Seis" (Nivardo Paz) fecha o repertório.

## Faixas
| N.º | Título                               | Compositor(es)                                                                                                | Duração |  |
| 1.  | "Um Século Sem Ti" (Un Siglo Sin Ti) | Franco de Vita - Adaptação: Matogrosso / A. Zaccarias                                                         |         |  |
| 2.  | "Chorei Por Ela"                     | Ronaldo Torres / A. Zaccarias                                                                                 |         |  |
| 3.  | "Só Quem Ama Entende"                | Nildomar Dantas / Nazildo                                                                                     |         |  |
| 4.  | "Eu me Perdi" (I Miss You)           | Dee Dee Halligan / Júnior Torello / Clyde Michael Lieberman - Adaptação: Matogrosso / A. Zaccarias / Téo José |         |  |
| 5.  | "Aos Trancos e Barrancos"            | Edinho da Mata / Matogrosso                                                                                   |         |  |
| 6.  | "Vazio da Solidão"                   | José Barreto / Matogrosso                                                                                     |         |  |
| 7.  | "Coisa Mandada"                      | José Teixeira / Matogrosso                                                                                    |         |  |
| 8.  | "Seu Corpo em Meu Corpo"             | Ronaldo Torres / A. Zaccarias / Matogrosso                                                                    |         |  |
| 9.  | "Vem Ficar Comigo"                   | Carlos Lemos / Edu Alves / Villanova                                                                          |         |  |
| 10. | "Mulheres do Brasil"                 | Nildomar Dantas / Nazildo                                                                                     |         |  |
| 11. | "Linha da Pipa"                      | Théo José / Matogrosso / Delvis Polezelli                                                                     |         |  |
| 12. | "Caiu, Quebrou"                      | Ivan Medeiros / Evandro Valadão                                                                               |         |  |
| 13. | "O Voo do Condor"                    | Paiva / Doralice Rodrigues                                                                                    |         |  |
| 14. | "Depois das Seis"                    | Nivardo Paz                                                                                                   |         |  |